# Percy Spencer
Percy Lebaron Spencer (Howland, 19 de julho de 1894 – Newton, 8 de setembro de 1970) foi um engenheiro norte-americano, inventor do forno de micro-ondas em 1945, a serviço da empresa Raytheon.
O efeito calorífico das micro-ondas foi descoberto por Percy Spencer durante a realização de experiências com radares e micro-ondas, quando o engenheiro reparou que a barra de chocolate metida na sua algibeira se tinha quase derretido. Spencer procurou a explicação de tal fato, pôs grãos de milho sob o efeito dessas ondas e, em poucos segundos, eles ficaram transformados em pipocas. As micro-ondas tinham agitado as moléculas de água contidas nos grãos de milho, friccionara-as umas contra as outras e aquecera-as.
Os primeiros fornos de micro-ondas eram, porém, caros e pouco práticos. A partir da década de 1970 apareceram modelos menores e mais fáceis de operar.
Spencer continuou na Raytheon como consultor sênior, até que morreu em 1970, aos 76 anos, devido a um câncer causado pela radiação excessiva. Até à época de sua morte, registou 150 patentes e foi considerado um dos maiores peritos do mundo no campo da energia de micro-ondas.
Em 18 de setembro de 1999, Percy Lebaron Spencer foi incluído na National Inventors Hall of Fame.